# Albert von Lauterbeck
Albert von Lauterbeck OSB (* um 1330; † 18. Jänner 1384 in Admont) war ein salzburgischer römisch-katholischer Geistlicher und von 1361 bis 1384 Abt der Benediktinerabtei St. Blasius zu Admont.

## Leben und Wirken
Der 1361 zum Abt gewählte Albert von Lauterbeck entstammte einer im Ennstal begüterten Familie, die bereits von 1327 bis 1338 mit Eckard von Lauterbeck einen Abt von Admont gestellt hatte. In Entsprechung zu der im Jahr zuvor erfolgten Anerkennung  der Vogteigewalt der Habsburger über das Admonter Stift erklärten am 13. August 1361 Abt und Konvent, den österreichischen Herzögen eidlich gelobt zu haben, mit allen Leuten und Gütern, so oft es nöthig wäre, zu Hülfe zu kommen, insbesondere die Burg Gallenstein offen zu halten.
Der bereits seit dem frühen 14. Jahrhundert bestehende Admonterhof in Graz erfuhr 1381 seinen Ausbau und durch Herzog Leopold IV. von Habsburg die Befreiung von der Pflicht zur Beherbergung landesfürstlicher Beamten. Aus der Zeit Alberts von Lauterbeck stammen die beiden ältesten, 1370 und 1380 verfassten Verzeichnisse der bereits umfangreichen Admonter Stiftsbibliothek, aufgestellt von dem Bibliothekar des Stifts, Peter von Arbon.
Ein Albrecht von Lauterbeck, wohl ein Neffe des Abts, war 1381 bis 1416 Richter zu Admont.